# Wereldkampioenschappen langlaufen 2007
De wereldkampioenschappen langlaufen 2007 zijn een onderdeel van de wereldkampioenschappen noords skiën 2007. De WK werden van 22 februari tot 4 maart 2007 georganiseerd in het Japanse Sapporo.

## Medaillewinnaars

### Sprint (klassieke stijl)
| #      | Land | Atleet              |
| ------ | ---- | ------------------- |
| Goud   | NOR  | Jens Arne Svartedal |
| Zilver | SWE  | Mats Larsson        |
| Brons  | NOR  | Eldar Rønning       |

| #      | Land | Atleet          |
| ------ | ---- | --------------- |
| Goud   | NOR  | Astrid Jacobsen |
| Zilver | SLO  | Petra Majdic    |
| Brons  | FIN  | Virpi Kuitunen  |

### Teamsprint
| #      | Land | Atleten                        | Tijd    |
| ------ | ---- | ------------------------------ | ------- |
| Goud   | ITA  | Renato Pasini Cristian Zorzi   | 17.50,6 |
| Zilver | RUS  | Nikolaj Morilov Vasili Rotsjev | 17.50,6 |
| Brons  | CZE  | Milan Sperl Dusan Kozisek      | 17.51,3 |

| #      | Land | Atleten                                       | Tijd    |
| ------ | ---- | --------------------------------------------- | ------- |
| Goud   | FIN  | Riitta-Liisa Roponen Virpi Kuitunen           | 16.20,9 |
| Zilver | GER  | Evi Sachenbacher-Stehle Claudia Künzel-Nystad | 16.21,6 |
| Brons  | NOR  | Astrid Jacobsen Marit Bjørgen                 | 16.24,0 |

### Vrije stijl
| #      | Land | Atleet            | Tijd    |
| ------ | ---- | ----------------- | ------- |
| Goud   | NOR  | Lars Berger       | 35.50,0 |
| Zilver | BUL  | Leanid Kernejenka | 36.25,8 |
| Brons  | GER  | Tobias Angerer    | 36.42,4 |

| #      | Land | Atleet              | Tijd    |
| ------ | ---- | ------------------- | ------- |
| Goud   | CZE  | Kateřina Neumannová | 23.58,4 |
| Zilver | RUS  | Olga Savjalova      | 24.24,9 |
| Brons  | ITA  | Arianna Follis      | 24.28,6 |

### Klassieke stijl
| #      | Land | Atleet              | Tijd      |
| ------ | ---- | ------------------- | --------- |
| Goud   | NOR  | Odd-Bjørn Hjelmeset | 2:20.12,6 |
| Zilver | NOR  | Frode Estil         | 2:20.13,0 |
| Brons  | GER  | Jens Filbrich       | 2:20.17,1 |

| #      | Land | Atleet                 | Tijd      |
| ------ | ---- | ---------------------- | --------- |
| Goud   | FIN  | Virpi Kuitunen         | 1:29.47,1 |
| Zilver | NOR  | Kristin Størmer Steira | 1:29.54,0 |
| Brons  | NOR  | Therese Johaug         | 1:31.09,9 |

### Achtervolging
| #      | Land | Atleet                | Tijd      |
| ------ | ---- | --------------------- | --------- |
| Goud   | GER  | Axel Teichmann        | 1:11.35,8 |
| Zilver | GER  | Tobias Angerer        | 1:11.36,3 |
| Brons  | ITA  | Pietro Piller Cottrer | 1:11.36,7 |

| #      | Land | Atleet                 | Tijd    |
| ------ | ---- | ---------------------- | ------- |
| Goud   | RUS  | Olga Savjalova         | 41.27,5 |
| Zilver | CZE  | Kateřina Neumannová    | 41.28,0 |
| Brons  | NOR  | Kristin Størmer Steira | 41.29,6 |

### Estafette
| #      | Land/atleten                                                                | Tijd      |
| ------ | --------------------------------------------------------------------------- | --------- |
| Goud   | Noorwegen Eldar Rønning Odd-Bjørn Hjelmeset Lars Berger Petter Northug      | 1:30.49,2 |
| Zilver | Rusland Nikolaj Pankratov Vasili Rotsjev Alexander Legkov Jevgeni Dementjev | 1:30.52,4 |
| Brons  | Zweden Martin Larsson Mathias Fredriksson Marcus Hellner Anders Södergren   | 1:30.52,7 |

| #      | Land/atleten                                                                        | Tijd    |
| ------ | ----------------------------------------------------------------------------------- | ------- |
| Goud   | Finland Virpi Kuitunen Aino-Kaisa Saarinen Riitta-Liisa Roponen Pirjo Manninen      | 54.18,6 |
| Zilver | Duitsland Stefanie Böhler Viola Bauer Claudia Künzel-Nystad Evi Sachenbacher-Stehle | 54.40,5 |
| Brons  | Noorwegen Vibeke Skofterud Marit Bjørgen Kristin Størmer Steira Astrid Jacobsen     | 54.34,3 |